# Begonia chuyunshanensis
Begonia chuyunshanensis là một loài thực vật có hoa trong họ Thu hải đường. Loài này được C.I Peng & Y.K.Chen mô tả khoa học đầu tiên năm 2005.